# Miami Open 2005 - Qualificazioni singolare femminile
Le qualificazioni del singolare femminile del Miami Open 2005 sono state un torneo di tennis preliminare per accedere alla fase finale della manifestazione. I vincitori dell'ultimo turno sono entrati di diritto nel tabellone principale. In caso di ritiro di uno o più giocatori aventi diritto a questi sono subentrati i lucky loser, ossia i giocatori che hanno perso nell'ultimo turno ma che avevano una classifica più alta rispetto agli altri partecipanti che avevano comunque perso nel turno finale.
Le qualificazioni del torneo Miami Open 2005 prevedevano 48 partecipanti di cui 12 sono entrati nel tabellone principale.

## Teste di serie
1. Juliana Fedak (Qualificata)
2. Laura Granville (Qualificata)
3. Al'ona Bondarenko (Qualificata)
4. Séverine Beltrame (primo turno)
5. Mariana Díaz Oliva (Qualificata)
6. Stéphanie Cohen-Aloro (ultimo turno)
7. Anne Kremer (primo turno)
8. Stéphanie Foretz Gacon (Qualificata)
9. Antonella Serra Zanetti (primo turno)
10. Lilia Osterloh (primo turno)
11. Aiko Nakamura (ultimo turno)
12. Assente

1. Nastas'sja Jakimava (primo turno)
2. Silvija Talaja (ultimo turno)
3. Jewel Peterson (primo turno)
4. Emmanuelle Gagliardi (ultimo turno)
5. Evie Dominikovic (ultimo turno)
6. Catalina Castaño (Qualificata)
7. Sandra Klösel (primo turno)
8. Jennifer Hopkins (primo turno)
9. Galina Voskoboeva (primo turno)
10. Kateřina Böhmová (primo turno)
11. Julia Schruff (Qualificata)
12. Magüi Serna (primo turno)
13. Elena Baltacha (ultimo turno)

## Qualificati
1. Juliana Fedak
2. Laura Granville
3. Al'ona Bondarenko
4. Julia Schruff
5. Mariana Díaz Oliva
6. Magüi Serna

1. Jewel Peterson
2. Stéphanie Foretz Gacon
3. Shahar Peer
4. Catalina Castaño
5. Galina Voskoboeva
6. Sandra Klösel

## Tabellone

### Legenda
| - Q = Qualificato - WC = Wild card - LL = Lucky loser | - ALT = Alternate - SE = Special Exempt - PR = Protected Ranking | - w/o = Walkover - r = Ritirato - d = Squalificato |

### Sezione 1
|  | Primo turno | Primo turno      | Primo turno | Primo turno | Primo turno |  |  | Ultimo turno | Ultimo turno     | Ultimo turno | Ultimo turno | Ultimo turno |  |
|  |             |                  |             |             |             |  |  |              |                  |              |              |              |  |
|  | 1           | Juliana Fedak    | 6           | 3           | 7           |  |  |              |                  |              |              |              |  |
|  |             | Laura Pous Tió   | 2           | 6           | 62          |  |  | 1            | Juliana Fedak    | 3            | 6            | 6            |  |
|  | 17          | Evie Dominikovic | 7           | 4           | 6           |  |  | 17           | Evie Dominikovic | 6            | 4            | 3            |  |
|  |             | Kelly McCain     | 6           | 6           | 3           |  |  |              |                  |              |              |              |  |

### Sezione 2
|  | Primo turno | Primo turno          | Primo turno          | Primo turno | Primo turno |  |  | Ultimo turno | Ultimo turno         | Ultimo turno | Ultimo turno | Ultimo turno |  |
|  |             |                      |                      |             |             |  |  |              |                      |              |              |              |  |
|  | 2           | Laura Granville      | Laura Granville      | 6           | 6           |  |  |              |                      |              |              |              |  |
|  |             | Milagros Sequera     | Milagros Sequera     | 0           | 0           |  |  | 2            | Laura Granville      | 7            | 3            | 6            |  |
|  | 16          | Emmanuelle Gagliardi | Emmanuelle Gagliardi | 6           | 7           |  |  | 16           | Emmanuelle Gagliardi | 64           | 6            | 0            |  |
|  |             | Ahsha Rolle          | Ahsha Rolle          | 1           | 5           |  |  |              |                      |              |              |              |  |

### Sezione 3
|  | Primo turno | Primo turno       | Primo turno       | Primo turno | Primo turno |  |  | Ultimo turno | Ultimo turno      | Ultimo turno | Ultimo turno | Ultimo turno |  |
|  |             |                   |                   |             |             |  |  |              |                   |              |              |              |  |
|  | 3           | Al'ona Bondarenko | Al'ona Bondarenko | 6           | 6           |  |  |              |                   |              |              |              |  |
|  |             | Seda Noorlander   | Seda Noorlander   | 0           | 1           |  |  | 3            | Al'ona Bondarenko | 6            | 3            | 6            |  |
|  |             | Jennifer Hopkins  | Jennifer Hopkins  | 6           | 6           |  |  |              | Jennifer Hopkins  | 4            | 6            | 1            |  |
|  | 20          | Camille Pin       | Camille Pin       | 2           | 1           |  |  |              |                   |              |              |              |  |

### Sezione 4
|  | Primo turno | Primo turno        | Primo turno       | Primo turno | Primo turno |  |  | Ultimo turno | Ultimo turno     | Ultimo turno     | Ultimo turno | Ultimo turno |  |
|  |             |                    |                   |             |             |  |  |              |                  |                  |              |              |  |
|  |             | Alisa Klejbanova   | Alisa Klejbanova  | 6           | 6           |  |  |              |                  |                  |              |              |  |
|  | 4           | Séverine Beltrame  | Séverine Beltrame | 3           | 2           |  |  |              | Alisa Klejbanova | Alisa Klejbanova | 1            | 3            |  |
|  | 23          | Julia Schruff      | 6                 | 0           | 6           |  |  | 23           | Julia Schruff    | Julia Schruff    | 6            | 6            |  |
|  |             | Aleksandra Wozniak | 2                 | 6           | 0           |  |  |              |                  |                  |              |              |  |

### Sezione 5
|  | Primo turno | Primo turno         | Primo turno        | Primo turno | Primo turno |  |  | Ultimo turno | Ultimo turno        | Ultimo turno | Ultimo turno | Ultimo turno |  |
|  |             |                     |                    |             |             |  |  |              |                     |              |              |              |  |
|  | 5           | Mariana Díaz Oliva  | Mariana Díaz Oliva | 6           | 6           |  |  |              |                     |              |              |              |  |
|  |             | Alexandra Mueller   | Alexandra Mueller  | 4           | 4           |  |  | 5            | Mariana Díaz Oliva  | 6            | 64           | 6            |  |
|  |             | Nastas'sja Jakimava | 7                  | 2           | 6           |  |  |              | Nastas'sja Jakimava | 3            | 7            | 3            |  |
|  | 13          | Sanda Mamić         | 62                 | 6           | 4           |  |  |              |                     |              |              |              |  |

### Sezione 6
|  | Primo turno | Primo turno           | Primo turno           | Primo turno | Primo turno |  |  | Ultimo turno | Ultimo turno          | Ultimo turno          | Ultimo turno | Ultimo turno |  |
|  |             |                       |                       |             |             |  |  |              |                       |                       |              |              |  |
|  | 6           | Stéphanie Cohen-Aloro | Stéphanie Cohen-Aloro | 6           | 6           |  |  |              |                       |                       |              |              |  |
|  |             | Dája Bedáňová         | Dája Bedáňová         | 3           | 4           |  |  | 6            | Stéphanie Cohen-Aloro | Stéphanie Cohen-Aloro | 4            | 3            |  |
|  |             | Magüi Serna           | Magüi Serna           | 7           | 6           |  |  |              | Magüi Serna           | Magüi Serna           | 6            | 6            |  |
|  | 24          | Tzipora Obziler       | Tzipora Obziler       | 5           | 4           |  |  |              |                       |                       |              |              |  |

### Sezione 7
|  | Primo turno | Primo turno          | Primo turno          | Primo turno | Primo turno |  |  | Ultimo turno         | Ultimo turno         | Ultimo turno         | Ultimo turno | Ultimo turno |  |
|  |             |                      |                      |             |             |  |  |                      |                      |                      |              |              |  |
|  |             | Maria-Emilia Salerni | Maria-Emilia Salerni | 6           | 6           |  |  |                      |                      |                      |              |              |  |
|  | 7           | Anne Kremer          | Anne Kremer          | 4           | 3           |  |  | Maria-Emilia Salerni | Maria-Emilia Salerni | Maria-Emilia Salerni | 4            | 3            |  |
|  |             | Jewel Peterson       | Jewel Peterson       | 6           | 6           |  |  | Jewel Peterson       | Jewel Peterson       | Jewel Peterson       | 6            | 6            |  |
|  | 15          | Michaela Paštiková   | Michaela Paštiková   | 3           | 4           |  |  |                      |                      |                      |              |              |  |

### Sezione 8
|  | Primo turno | Primo turno       | Primo turno       | Primo turno | Primo turno |  |  | Ultimo turno | Ultimo turno     | Ultimo turno     | Ultimo turno | Ultimo turno |  |
|  |             |                   |                   |             |             |  |  |              |                  |                  |              |              |  |
|  | 8           | S Foretz Gacon    | S Foretz Gacon    | 6           | 6           |  |  |              |                  |                  |              |              |  |
|  |             | Delia Sescioreanu | Delia Sescioreanu | 1           | 1           |  |  | 8            | S Foretz Gacon   | S Foretz Gacon   | 6            | 6            |  |
|  |             | Kateřina Böhmová  | Kateřina Böhmová  | 6           | 6           |  |  |              | Kateřina Böhmová | Kateřina Böhmová | 2            | 3            |  |
|  | 22          | Selima Sfar       | Selima Sfar       | 4           | 1           |  |  |              |                  |                  |              |              |  |

### Sezione 9
|  | Primo turno | Primo turno             | Primo turno             | Primo turno | Primo turno |  |  | Ultimo turno | Ultimo turno   | Ultimo turno   | Ultimo turno | Ultimo turno |  |
|  |             |                         |                         |             |             |  |  |              |                |                |              |              |  |
|  |             | Shahar Peer             | Shahar Peer             | 6           | 6           |  |  |              |                |                |              |              |  |
|  | 9           | Antonella Serra Zanetti | Antonella Serra Zanetti | 3           | 1           |  |  |              | Shahar Peer    | Shahar Peer    | 6            | 6            |  |
|  | 14          | Silvija Talaja          | Silvija Talaja          | 6           | 6           |  |  | 14           | Silvija Talaja | Silvija Talaja | 1            | 1            |  |
|  |             | Melinda Czink           | Melinda Czink           | 0           | 3           |  |  |              |                |                |              |              |  |

### Sezione 10
|  | Primo turno | Primo turno         | Primo turno         | Primo turno | Primo turno |  |  | Ultimo turno | Ultimo turno      | Ultimo turno      | Ultimo turno | Ultimo turno |  |
|  |             |                     |                     |             |             |  |  |              |                   |                   |              |              |  |
|  |             | Zuzana Ondrášková   | Zuzana Ondrášková   | 6           | 6           |  |  |              |                   |                   |              |              |  |
|  | 10          | Lilia Osterloh      | Lilia Osterloh      | 0           | 3           |  |  |              | Zuzana Ondrášková | Zuzana Ondrášková | 4            | 2            |  |
|  | 18          | Catalina Castaño    | Catalina Castaño    | 6           | 7           |  |  | 18           | Catalina Castaño  | Catalina Castaño  | 6            | 6            |  |
|  |             | Marie-Ève Pelletier | Marie-Ève Pelletier | 3           | 5           |  |  |              |                   |                   |              |              |  |

### Sezione 11
|  | Primo turno | Primo turno       | Primo turno   | Primo turno | Primo turno |  |  | Ultimo turno | Ultimo turno      | Ultimo turno      | Ultimo turno | Ultimo turno |  |
|  |             |                   |               |             |             |  |  |              |                   |                   |              |              |  |
|  | 11          | Aiko Nakamura     | Aiko Nakamura | 6           | 6           |  |  |              |                   |                   |              |              |  |
|  |             | Shikha Uberoi     | Shikha Uberoi | 1           | 2           |  |  | 11           | Aiko Nakamura     | Aiko Nakamura     | 1            | 3            |  |
|  |             | Galina Voskoboeva | 7             | 1           | 6           |  |  |              | Galina Voskoboeva | Galina Voskoboeva | 6            | 6            |  |
|  | 21          | Yoon-Jeong Cho    | 64            | 6           | 3           |  |  |              |                   |                   |              |              |  |

### Sezione 12
|  | Primo turno | Primo turno         | Primo turno    | Primo turno | Primo turno |  |  | Ultimo turno | Ultimo turno   | Ultimo turno   | Ultimo turno | Ultimo turno |  |
|  |             |                     |                |             |             |  |  |              |                |                |              |              |  |
|  | 25          | Elena Baltacha      | Elena Baltacha | 6           | 6           |  |  |              |                |                |              |              |  |
|  |             | Alena Vašková       | Alena Vašková  | 4           | 3           |  |  | 25           | Elena Baltacha | Elena Baltacha | 2            | 0            |  |
|  |             | Sandra Klösel       | 65             | 6           | 6           |  |  |              | Sandra Klösel  | Sandra Klösel  | 6            | 6            |  |
|  | 19          | Ľubomíra Kurhajcová | 7              | 1           | 2           |  |  |              |                |                |              |              |  |